# Scandinavian Senior Open

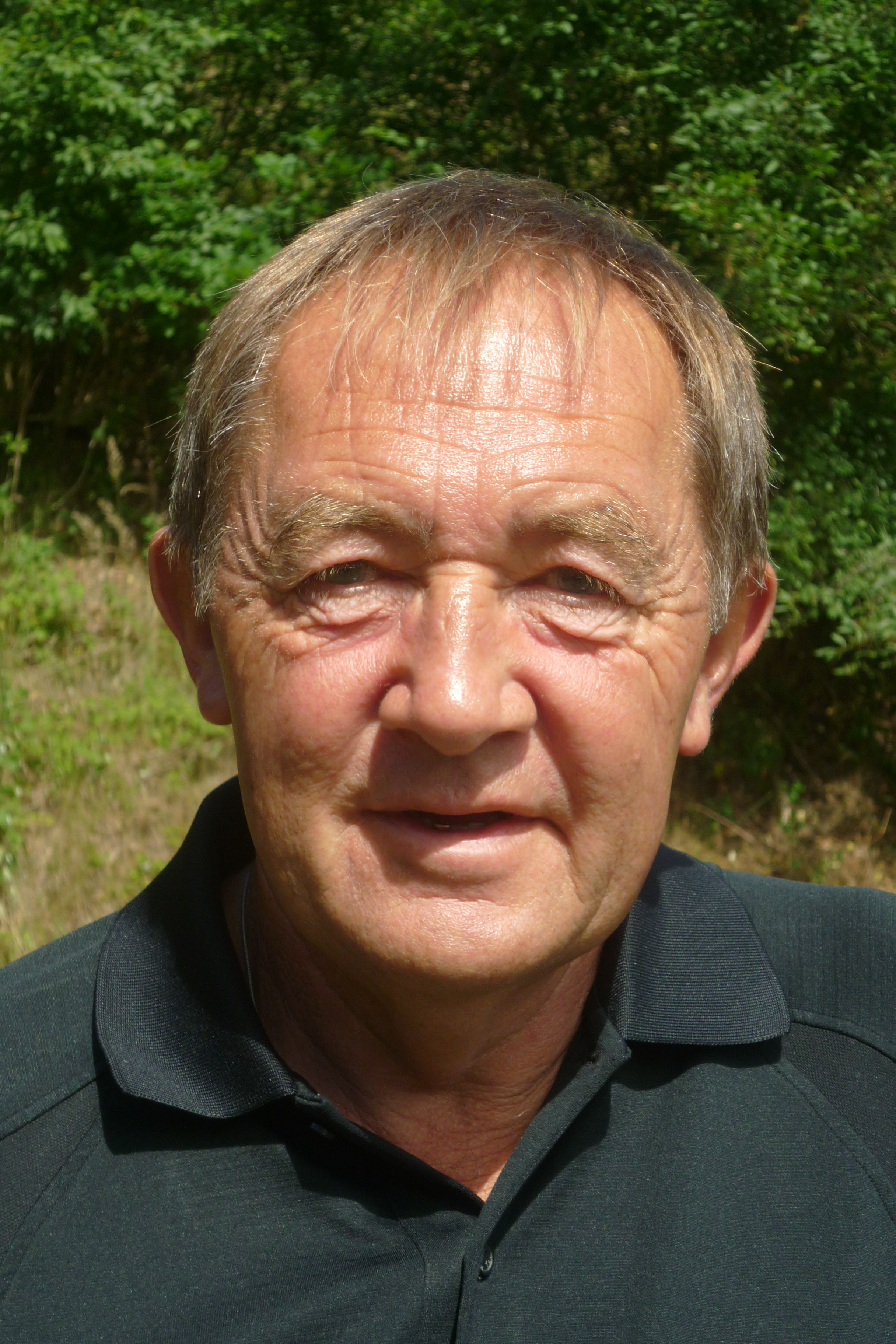
John Chillas

Het Scandinavian Senior Open was een golftoernooi van de Europese Senior Tour.
In 2005 werd de eerste editie van dit toernooi gespeeld op de Royal Copenhagen Golf Club. Bill Longmuir ging de derde ronde in met een slag voorsprong op Giuseppe Cali en maakte een score van 64. Hij won met vier slagen voorsprong van Cali. Het was zijn vijfde overwinning op de Senior Tour.
In 2006 speelde Katsuyoshi Tomori drie weken in Europa. Het derde toernooi was in Helsingør, hij won met een mooie laatste ronde van 66 en kreeg twee jaar speelrecht op de Senior Tour. Hij was de vierde Japanse winnaar op de Senior Tour na Seiji Ebihara, Noboru Sugai en Dragon Taki.
In 2007 werd weer op Royal Copenhagen gespeeld. John Chillas won in een 4 holes durende play-off tegen Glenn Ralph.

## Winnaars
| Jaar | Winnaar           | Score | To par | Marge van overwinning | Runner(s)-up             | Locatie          |
| ---- | ----------------- | ----- | ------ | --------------------- | ------------------------ | ---------------- |
| 2007 | John Chillas      | 205   | −8     | Playoff               | Glenn Ralph              | Royal Copenhagen |
| 2006 | Katsuyoshi Tomori | 199   | −14    | 2 strokes             | Eamonn Darcy José Rivero | Helsingør        |
| 2005 | Bill Longmuir     | 196   | −14    | 4 strokes             | Giuseppe Cali            | Royal Copenhagen |